# اندیس آنومالی جنوب عربشاه
آنومالی جنوب عربشاه یک اندیس فلزی است که در حوالی شهر تکاب استان کردستان قرار دارد و مادهٔ معدنی موجود در آن، طلا است.  